# Juan Soto Viñolo
Juan Soto (Barcelona, 1933-Vendrell, Tarragona, 12 de febrero de 2017) fue un periodista, crítico taurino y escritor español.
Como periodista trabajó de redactor en Radio España y Radio Nacional de RNE. Desde 1966 fue en solitario el guionista del famoso programa radiofónico Consultorio de Elena Francis hasta el final del mismo en 1984. 
Publicó en el El Periódico de Catalunya crítica taurina y de flamenco. Con motivo de la prohibición de las corridas de toros en Cataluña por el Parlamento de Cataluña manifestó en el programa radiofónico de Luis del Olmo su intención de exiliarse de Cataluña y radicarse en la localidad francesa de Ceret.
Fue padre de la periodista de Televisión Española Verónica Soto Villa.

## Obras
- Querida Elena Francis, 1995
- A tu vera... siempre a la verita tuya: una biografía de Lola Flores, 1995
- Rocío Jurado. Una biografía íntima, 2006
- Manolete. La vida y los amores de un torero de leyenda, 2007
- Los Años cincuenta: una historia sentimental de cuando España era diferente, 2009
- Los Ordóñez, 2011